# シンクロニック
『シンクロニック』（Synchronic）は2019年のアメリカ合衆国のホラー映画。監督はジャスティン・ベンソンとアーロン・ムーアヘッド、出演はジェイミー・ドーナンとアンソニー・マッキーなど。ドラッグがもたらすタイムトラベルを描いたSFサスペンス映画。

## ストーリー
ルイジアナ州ニューオーリンズ。ここ数日、救急隊員のデニスとスティーヴは変死体や奇妙な症状を見せる患者に遭遇しており、それらにシンクロニックという名前で流通している麻薬が関わっていることを知る。そんな折、デニスの娘ブリアンナがシンクロニックの服用後に失踪するという事件が発生する。一方、病院で検査を受けていたスティーヴは末期の脳腫瘍と診断される。
シンクロニックを広めないために店で買い占めたスティーヴは、シンクロニックを開発したという男から、シンクロニックが過去へのタイムトラベルを可能にする薬であることを聞かされる。その話を信用したわけではなかったが、余命わずかとの診断に気が動転していたスティーヴはシンクロニックに手を出してしまい、男が言った通り過去にタイムトラベルできることを知る。スティーヴはシンクロニックを使えばブリアンナを救出できると考え、試行錯誤を繰り返す。その結果、何とかブリアンナを見つけ出して救出に成功するが、最後のシンクロニックを使い切ってしまい、現在に戻れなくなると、幻影となってデニスの前に現れて永遠の別れをする。

## キャスト
- デニス・ダネリー：ジェイミー・ドーナン - 救急隊員。
- スティーヴ・ダニューブ：アンソニー・マッキー（吹替 - 遠藤大智）  - デニスの親友の救急隊員。
- ブリアンナ・ダネリー：アリー・ヨアニデス（英語版） - デニスの娘。
- タラ：ケイティ・アセルトン - デニスの妻。ブリアンナの母。
- 略奪者：ビル・オバースト・Jr（英語版）
- クリスティーナ：ナターシャ・ティナ・リュー
- ボブ：マーティン・バッツ・ブラッドフォード
- カイル：アダム・J・イーンド（英語版）
- ダニカ：デヴィン・A・タイラー
- リア：ベッツィー・ホルト
- トラヴィス：シェーン・ブレイディ

## 製作
2018年9月17日、アンソニー・マッキーとジェイミー・ドーナンが本作に出演するとの報道があった。11月、本作の主要撮影がルイジアナ州ニューオーリンズで始まった。2021年1月15日、ミラン・レコーズが本作のサウンドトラックを発売する予定である

## 公開・興行収入
2019年9月7日、本作は第44回トロント国際映画祭でプレミア上映された。10月、ウェル・ゴー・USAエンターテインメントが本作の全米配給権を獲得した。2020年9月12日、ベンソン監督、ムーアヘッド監督、プロデューサーのデヴィッド・ローソン・Jrが連名で「新型コロナウイルスへの感染を防ぐためにも、本作を映画館で鑑賞することを控えてください」という趣旨のコメントを出した。17日、本作のオフィシャル・トレイラーが公開された。10月23日、本作は全米327館で封切られ、公開初週末に24万5561ドルを稼ぎ出し、週末興行収入ランキング初登場13位となった。

## 評価
本作は批評家から好意的に評価されている。映画批評集積サイトのRotten Tomatoesには69件のレビューがあり、批評家支持率は81%、平均点は10点満点で6.97点となっている。サイト側による批評家の見解の要約は「『シンクロニック』は上手に演出された個性的なSF映画であり、アーロン・ムーアヘッド監督とジャスティン・ベンソン監督の過去作を愛する人々をも満足させられるはずだ。」となっている。また、Metacriticには14件のレビューがあり、加重平均値は66/100となっている。